# マルセル・ランジェール
マルセル・ランジェール（Marcel Langiller, 1908年6月2日 - 1980年12月25日）は、フランスのパリ出身のサッカー選手。FIFAワールドカップで3番目のゴールを挙げた。ポジションはフォワード。

## 経歴
1923年から1928年まで、CAパリのユースチームに所属し、1928年にエクセルシオールACでプロになると、その後にはレッドスターFC93、ACサンテティエンヌ、CAパリでプレーした。1939年に引退した。

## 代表経歴
1927年5月22日のスペイン戦で代表初デビューを果たし、1928年5月17日のイングランド戦で代表初ゴールを記録した。1930 FIFAワールドカップでは、フランス代表メンバーに選出され、グループステージの全3試合に出場し、メキシコ戦では1ゴールを決めた。